# Diana Lelonek
Diana Lelonek (ur. 1988) – polska artystka wizualna działająca na przecięciu sztuki, aktywizmu i nauki, zajmująca się relacjami człowieka i środowiska. Związana z ruchem ekologicznym. 

## Życiorys
Dzieciństwo spędziła w Dąbrowie Górniczej.

## Wykształcenie
W 2014 r. ukończyła fotografię na Uniwersytecie Artystycznym w Poznaniu, a w 2019 r. Interdyscyplinarne Studia Doktoranckie na tej samej uczelni. Pracę doktorską pt. Od-ludzkie formy przyrodnicze – nowe zjawiska w epoce Antropocenu na podstawie działalności Centrum Żywych Rzeczy pod kierunkiem prof. Marka Wasilewskiego obroniła w 2019 r. (recenzenci: dr hab. Zofia Wollny, prof. Grzegorz Klaman).
W 2011 r. brała udział w wymianie studenckiej z Shanghai Normal University, a rok później pojechała do Nottingham Trent University. 

## Praca zawodowa
W latach 2014–2017 była asystentką w VII Pracowni Fotografii Intermedialnej na Wydziale Komunikacji Multimedialnej na Uniwersytecie Artystycznym w Poznaniu. W roku akademickim 2017/2018 prowadziła pracownię gościnną w Katedrze Fotografii na Akademii Sztuki w Szczecinie. W tym samym roku zrealizowała staż doktorancki w Katedrze Intermediów na Wydziale Komunikacji Multimedialnej Uniwersytetu Artystycznego w Poznaniu.

## Aktywizm
Jest członkinią międzynarodowego ruchu Strajk dla Ziemi (Earth Strike), którego celem jest przekonanie państw i korporacji do "podjęcia zdecydowanych działań na rzecz ograniczenia antropogenicznych emisji gazów cieplarnianych oraz zaprzestania niszczenia dzikiej przyrody". W ramach działalności grupy organizuje protesty, a komentując jedną z demonstracji w Warszawie stwierdziła, że tego typu manifestacje mają artystyczny charakter:
[Karolina Stankiewicz] Co musi się stać, by sztuka mogła zadziałać na ludzi?

Diana [Lelonek]: Musi wyjść z instytucji do ludzi. Ale też musi dojść do dyskusji z innymi. Taka sztuka często nie jest pracą indywidualną, tylko bardziej kolektywnym działaniem. Bardzo często wtedy sztuka zyskuje siłę sprawczą. Właśnie przy okazji Earth Strike'u to się dzieje – ludzie się wymieniają między sobą i nie są to tylko ludzie z kręgów artystycznych. Ale te akcje mają ekwiwalent sztuki, pewien performatywny charakter. To trochę otwiera, pomaga z takim protestem dostać się do szerszej grupy odbiorców.
W 2018 r. wzięła udział w pierwszym w Polsce Obozie dla Klimatu, gdzie wraz z Piotrem Machą i Dannym Moorem zbudowała "postapokaliptyczny szałas z odpadów po kapitalizmie" oraz rozpoczęła pracę nad projektem z wykorzystaniem sadzonego na pokopalnianych hałdach rokitnika, zaprezentowaną podczas Szczytu Klimatycznego ONZ w Katowicach. Praca Rokitnikowa Hałda miała początkowo zostać pokazana w pawilonie Dobry Klimat, jednak ze względu na współudział Lasów Państwowych, Ministerstwa Środowiska i Jastrzębskiej Spółki Węglowej artystka wycofała się i stworzyła niezależne, mobilne stoisko, usytuowane m.in. przy galerii Rondo Sztuki:
Ostatecznie wyszło to mi na dobre. [...] Udało mi się też przemycić kilka soków na teren samej konferencji i urządzić w środku mały kramik i degustację. Mobilna forma sprzyjała rozmowom z osobami z różnych środowisk i krajów: politykami, aktywistami czy zwykłymi przechodniami. 
Odbierając Paszport Polityki w 2019 r. zaprosiła na scenę Annę Siekierską w kostiumie dzika, co było wyrazem protestu wobec odstrzału tych zwierząt w Polsce w związku z rozprzestrzenianiem się wirusa ASF.
Za aktywizm uważa też swoją działalność edukacyjną, np. oprowadzanie rodzin z dziećmi po Ogrodzie Botanicznym UAM w Poznaniu i po Center for Living Things.

## Twórczość
Początkowo zajmowała się przede wszystkim fotografią, ale stopniowo włączała też inne media, m.in. instalację czy bioart. 
W swoich pracach bada relacje człowieka i natury oraz problematykę postdarwinizmu, a inspiracje czerpie z antropologii i studiów postkolonialnych. Jej prace mają charakter postantropocentrycznych wizji, w których przyroda przejawia większą aktywność niż człowiek. Jak napisał Piotr Policht: "Tym razem to nie człowiek śni o «powrocie do natury», a środowisko bierze odwet na tworach kultury. Artystka zaś wychodzi poza fotografię, by elementy przyrody nie tyle przedstawiać, ile prezentować w działaniu". Jej działania są próbami "poszerzonej empatii albo uważności na działanie innych gatunków". Na jej twórczość i postrzeganie świata wpłynął krajobraz Zagłębia Dąbrowskiego: 
Tak, jestem z Dąbrowy Górniczej, gdzie rozpościera się krajobraz antropocenu. Dorastałam w otoczeniu pięknych jezior. Pływałam w nich, nie wiedząc, że to tak naprawdę antropogeniczne jeziora – zalane wyrobiska piasku. Spacerowałam po Pustyni Błędowskiej, która też powstała w wyniku działalności człowieka. Rosną tam gatunki roślin, które nie są właściwe dla tego regionu. Być może dzięki temu, że pochodzę z tych okolic, nigdy nie miałam wbudowanego klasycznego pojęcia natury – że to jest coś nietkniętego ludzką ręką. Dopiero dziś wiem, że miejsca, w które chodziłam jako dziecko, były pełne lasków brzozowych, bo te dobrze się przyjmują na zdegradowanym terenie, i że jest to wynik fuzji procesów naturalnych, industrialnych i kapitalistycznych.
Określa się jako "artystkę aktywistkę", a jej twórczość można określić jako łączący sztukę i aktywizm ekologiczny artywizm: "w moich pracach zajmuje się tak kompleksowymi zagadnieniami jak nadprodukcja towarów, degradacja środowiska, zmiany klimatyczne. Staram się szukać wobec nich alternatyw, proponować rozwiązania, przekładając zjawiska globalne na mikroskalę," jak mówi. Lokalność jest dla niej sprawą kluczową: "Według mnie najsensowniej jest mówić o procesach globalnych za pomocą lokalnych kontekstów. Zajmuje się tym, co pochodzi z najbliższego mi świata. Wtedy jestem w stanie ogarnąć skalę i wierzyć w realne zmiany". 
Niektóre projekty Lelonek mają też charakter interdyscyplinarnych badań artystycznych (artistic research) i sytuują się na pograniczu sztuki, humanistyki i nauk przyrodniczych.

### Center for Living Things
Jednym z najbardziej rozpoznawalnych projektów Lelonek jest powołany w maju 2016 r. Instytut dla Żywych Rzeczy (Center for Living Things), będący jej projektem doktorskim. Artystka kolekcjonuje i prezentuje w nim "śmieciorośliny" – obiekty znalezione na pograniczu kultury i natury, np. na dzikich wysypiskach i przeniesione do galerii w charakterze ready-mades. Porzucone w przyrodzie przedmioty to zazwyczaj odpadki, przedmioty codziennego użytku i produkty uboczne konsumeryzmu, które zostały zasiedlone i zmienione przez organizmy żywe, m.in. rośliny pionierskie. Jak opisuje artystka:
Wystarczy pojechać do lasu pod Biłgorajem: tam znalazłam pierwsze plastikowe „skały”, które stają się formami geologicznymi. Śmieciorośliny mają odpowiednie nazwy i często nawiązują do nazw korporacji. Na przykład but adidas, którego znalazłam w lesie, nazwałam „post-adidas environment”.
"Żywe rzeczy" są przez nią także badane, a wynikami tych badań jest wiedza o "nowych formach wzajemnych zależności pomiędzy przedmiotami i organizmami nie-ludzkimi". Artystka twierdzi, że organizmy rezydujące w jej obiektach to niedocenione "rośliny przyszłości", które zamiast być należycie chronione uważane są za chwasty czy "biedarośliny".

Instytut działa w ramach Ogrodu Botanicznego w Poznaniu, gdzie "śmieciorośliny" są gromadzone i hodowane, a ich zbiór stale się powiększa. Jak opisuje tę współpracę artystka:
Laboratorium to po prostu resztki opuszczonej szklarni, zardzewiałej i do niczego nieprzydatnej naukowcom botanikom pracującym w ogrodzie. A dla mnie to idealna siedziba instytutu Center for the Living Things. Zarośnięta w nieplanowany sposób szklarnia z roślinami, które same się tam pojawiły, bo naukowcy już od dawna tego miejsca nie używali. Ogród botaniczny w Poznaniu jest pod tym względem bardzo ciekawy. Jest tam część publiczna, zadbana i zaprojektowana, część badawcza – dostępna dla pracowników i trzecia część, rodzaj antyogrodu z opuszczonymi budynkami gospodarczymi, teren przechwycony z powrotem przez rośliny. To rzeczywistość, która mnie najbardziej interesuje [...] Poszczególne śmieciowe obiekty jednego roku porośnięte są innymi gatunkami niż rok wcześniej. To ciągły proces.
Marek Wasilewski zwraca uwagę, że Instytut sam w sobie jest dziełem sztuki: "staje się jednocześnie faktycznym działaniem w obszarze społecznym, naukowym i artystycznym". Wywiera też wpływ na instytucję goszczącą, poszerzając zakres jej zainteresowania o obszary wykraczające poza dotychczasowe rozumienie botaniki, jak hałdy śmieciowe czy roślinność terenów poprzemysłowych. Jak podsumowuje ten projekt, zrealizowany we współpracy z osobami nauki oraz personelem technicznym ogrodu:
Najnowszy projekt Diany Lelonek stanowi połączenie kilku płaszczyzn, dobrze opracowanej bazy teoretycznej – dotyczącej filozoficznych i estetycznych konsekwencji antropocenu, umiejętnego wejścia we współpracę na polu nauk przyrodniczych, w taki sposób, aby z pełną odpowiedzialnością respektować zasady w nich obowiązujące oraz w końcu, ale nie na końcu, płaszczyzny artystycznej, której manifestacją jest złożone dzieło sztuki w formie instalacji, a także wiele innych towarzyszących jej działań.
Obiekty prezentowane są na wystawach czasowych, na które transportowane są w specjalnych gablotach z systemem nawadniania, trwają też prace nad wydaniem pierwszego Atlasu Śmiecioroślin.

### Wybrane realizacje
- Znacznie wcześniej, cykl ośmiu fotografii, 2014,
- Yesterday I met the really wild man, cykl fotografii, 2015,
- Rozkwit, instalacja, 2016, Cieszyn,
- Ministerstwo Środowiska porośnięte przez środkowoeuropejski las mieszany, 2017 (praca w ramach akcji billboardowej kolektywu Sputnik Photos będąca gestem protestu wobec wycinki Puszczy Białowieskiej),
- cykl Zoe-terapia, 2015–2017,
- Nowa archeologia: Liban i Płaszów, 2017,
- Instytut dla Żywych Rzeczy (Center for the Living Things), od 2016,
- Rokitnikowa hałda, od 2018[2][3].

### Wybrane wystawy indywidualne
- Znacznie Wcześniej, Galeria Lookout, Warszawa, 2014
- Tam i tak nic nie ma (z Markiem Kucharskim), Greenroom Gallery, 2014 (w ramach Miesiąca Fotografii w Krakowie),
- Zoe-Terapia, Centrum Sztuki Współczesnej Zamek Ujazdowski, Warszawa, 2015[20],
- Yesterday I met a really wild man, Galeria Lookout, Warsaw, 2015 (w ramach Warsaw Gallery Weekend),
- Center For The Living Things, ROD (Roboczy Obszar Działań), Warszawa, 2016,
- Zoe-Terapia (w procesie), Galeria Rodriguez, Poznań, 2017,
- Nowa Archeologia: Liban i Płaszów, Galeria:Re, MOCAK, Kraków, 2017 (w ramach Miesiąca Fotografii w Krakowie),
- Mi rośnie, Galeria lokal 30 i Fundacja Bęc Zmiana, Warszawa, 2017 (w ramach Festiwalu Photo Espana)[2][3],
- Od-ludzkie formy przyrodnicze – Centrum Żywych Rzeczy, Ogród Botaniczny Uniwersytetu im. Adama Mickiewicza w Poznaniu, 2019[17].
- Raport, Galeria Miejska BWA w Bydgoszczy, 2019–2020[4].

### Wybrane wystawy zbiorowe
- Po deszczu, Galeria Szara, Cieszyn, 2014,
- Photo Poland, Międzynarodowy Festiwal Fotografii Les Recontres d’ Arles, Arles, 2016,
- Wracając do Białowieży, Galeria Arsenał, Białystok, 2016,
- Single Shot, Instytut Fotografi Fort, Warszawa, 2016,
- Zeitgeist, Galeria Lokal 30, Warszawa, 2017 (w ramach Warsaw Gallery Weekend),
- Centralna, środkowo-wschodnia, Galeria Arsenał, Białystok, 2017,
- Jest tak jak się Państwu wydaje, Galeria Arsenał, Białystok oraz Dům umění města Brna, Brno, 2017,
- Uporczywe upodobanie, Galeria Labirynt, Lublin, 2017,
- Najpiękniejsza katastrofa, Centrum Sztuki Współczesnej Kronika, Bytom, 2018,
- Plastyczność planety, Centrum Sztuki Współczesnej Zamek Ujazdowski, 2018,
- Międzynarodowe Biennale Sztuki Współczesnej RIBOCA, Ryga, 2018,
- Heart of an old crocodile exploding over a small town, Temporary Gallery, Kolonia, 2019,
- Zjednoczona Pangea, Muzeum Sztuki w Łodzi, 2019[2][3],
- Początek i Koniec, Gdańska Galeria Miejska 2, 2019[21],
- Archeologia. Historie (nie)rzeczywiste, Galeria Curators'LAB, Poznań, 2019[22].

### Publikacje
- Diana Lelonek, Anna Siekierska, Manifest międzygatunkowy, "Obieg" nr 10, 2019, https://obieg.u-jazdowski.pl/numery/becoming-earth/the-inter-species-manifesto.
- Diana Lelonek, Liban i Płaszów – nowa archeologia, 2019[23][24].

Jej prace znajdują się w kolekcjach m.in. Muzeum Fotografii w Lozannie i Centrum Sztuki Współczesnej Zamek Ujazdowski w Warszawie. Współpracuje z Galerią Lokal_30 w Warszawie.

## Nagrody
Laureatka Paszportu Polityki 2018 w kategorii sztuki wizualne za „oryginalną w artystycznym wyrazie analizę zagrożeń, jakie niesie współczesna cywilizacja. Za sztukę mądrze zaangażowaną i ciekawie kwestionującą antropocentryczny punkt widzenia”. Ponadto laureatka Nagrody Fundacji Vordemberge-Gildewart w 2018 r. oraz nominowana do Grand Prix Fotofestiwalu i do Nagrody O Polskiego Portalu Kultury O.pl. 
W 2017 r., za projekt Center for Living Things, uzyskała wyróżnienie w ramach Nagrody Fundacji Sztuki Polskiej Banku ING oraz Wyróżnienie Krytyków i Wydawców Prasy Artystycznej podczas Biennale Sztuki Mediów WRO. W tym samym roku była finalistką Talentów Trójki w kategorii Sztuki Wizualne.
W 2014 r. została laureatką Sekcji ShowOFF na Miesiącu Fotografii w Krakowie oraz laureatką konkursu ReGeneration 3 w Musée de l’Elysée w Szwajcarii.